# Lê Bình (diễn viên)
Lê Thanh Sơn (29 tháng 7 năm 1953 – 1 tháng 5 năm 2019), thường được biết đến với nghệ danh Lê Bình là một diễn viên, soạn giả, đạo diễn sân khấu, họa sĩ tuyên truyền cổ động người Việt Nam. Ông xuất thân trong một gia đình gốc miền Tây, quê cha ở Sa Đéc, quê mẹ ở Cao Lãnh, Đồng Tháp. Nhưng ông sinh ra và lớn lên ở Sài Gòn. Từ một họa sĩ vẽ tranh tuyên truyền cổ động, ông trở thành diễn viên, soạn giả, đạo diễn nhiều vở kịch. Tác phẩm của ông từng tham dự liên hoan sân khấu quần chúng và chuyên nghiệp. Ông đã giành được 3 Huy chương Vàng, 3 Huy chương Bạc tại các hội diễn sân khấu chuyên nghiệp lẫn quần chúng và một bằng khen của Bộ Quốc phòng. Hơn 10 vở kịch của Lê Bình được dàn dựng ở các sân khấu Idecaf, 5B, Phú Nhuận,...
Lê Bình còn được biết đến với vai trò diễn viên trong hơn 60 phim điện ảnh và phim truyền hình. Ông được khán giả biết đến nhiều nhất qua các phim: Mùa len trâu, Đất phương Nam, Vịt kêu đồng, Cô gái xấu xí,... Ông tham gia tổng cộng 16 vai diễn trong các loạt phim Cổ tích Việt Nam.
Ông qua đời vào ngày 1 tháng 5 năm 2019, sau hơn một năm mắc bệnh ung thư phổi tại Bệnh viện Quân y 175.

## Tiểu sử và sự nghiệp
Cha mẹ ông chia tay khi ông còn nhỏ, ông sống với ông bà nội. Vì hoàn cảnh gia đình nên Lê Bình tự lập từ rất sớm. Giai đoạn 1968–1969, lúc đó mới 15–16 tuổi, ông đã bắt đầu lăn lộn với cuộc đời bằng đủ thứ nghề, từ bồi bàn trong nhà hàng đến công nhân trong công trình thủy lợi và sau đó là họa sĩ vẽ tranh. Sau Sự kiện 30 tháng 4 năm 1975, ông bước chân vào nghệ thuật từ các phong trào văn hóa, văn nghệ tại địa phương. Ban đầu, ông tham gia vào đội kịch của phường, sau đó vào đội kịch của Nhà Văn hóa Thanh niên.
Khoảng năm 1982, ông được Hội Sân khấu Thành phố Hồ Chí Minh mời về diễn tại Sân khấu kịch 5B và gắn bó với sân khấu kể từ đó, ở vai trò diễn viên và soạn giả. Rồi từ sân khấu, ông bén duyên với điện ảnh lúc nào không hay. Dòng sông không quên (đạo diễn Lê Dân) là phim đầu tiên Lê Bình tham gia với vai diễn ông chủ tiệm thuốc Bắc. Lúc đó là giữa thập niên 1980. Cũng chính phim đó đã để lại trong ông một kỷ niệm sâu sắc cho một diễn viên mới vào nghề với cát-sê không đủ nuôi sống bản thân.
Cuối thập niên 1980 đầu thập niên 1990 là thời vàng son của dòng phim mì ăn liền, cũng vào thời của Lê Bình. Song, có một điều lạ là ông hầu như không có được mấy vai diễn trong dòng phim ấy. Vì ngoại hình không phù hợp, ông luôn nằm trong danh sách được lựa chọn cuối cùng. Ông không phù hợp với thể loại phim này nhưng phù hợp với thể loại khác, đó là các vai diễn trong loạt phim Cổ tích Việt Nam. Ông thật sự tiếp cận với phim ảnh qua phim Đất phương Nam. Nhưng tên tuổi ông được nhiều người nhớ đến nhất cho đến ngày nay là từ các vai diễn trong loạt phim Cổ tích Việt Nam của đạo diễn Nguyễn Minh Chung. Tính đến nay ông đã đóng 16 phim cổ tích và có những vai diễn đã gắn bó với cả hai thế hệ. Các phim Mụ yêu tinh và bầy trẻ, Sự tích Dã Tràng,... đến giờ vẫn còn là phim được yêu thích dù đã có hàng chục năm trôi qua.
Những năm gần đây, Lê Bình bắt đầu được mời đóng phim điện ảnh. Nhưng những phim ông tham gia thì phân đoạn diễn xuất không nhiều. Điều đó cũng không khó lý giải với việc tuổi ông đã cao, chỉ phù hợp với những vai nhỏ. Dù chỉ một phân đoạn nhưng ông chăm chút cho nó nhiều hơn cả những vai diễn lớn khác, làm sao chỉ trong vài phút ngắn ngủi xuất hiện mà khán giả nhớ đến ông. Mỗi khi nhận kịch bản, ông thường phải tư duy thêm rất nhiều về cách diễn cũng như lời thoại. Lợi thế của ông từng vừa là tác giả, vừa là diễn viên nên ông biết cách nêm nếm thêm gia vị cho vai diễn hấp dẫn hơn.

## Đời tư
Ngày xưa, cha ông đi buôn bán gạo hết tỉnh này đến tỉnh kia, mỗi tỉnh lại có 1 bà vợ. Cha ông lại có duyên, biết đàn, hát vọng cổ mùi mẫn nên nhiều người thích. Sau năm 1975, Lê Bình mới hỏi cha ông và biết cha ông có tất cả 6 bà vợ. Nên bây giờ anh em khác mẹ của ông đông, ông chỉ biết 1, 2 người đang ở Pháp, nhưng họ cũng không có liên hệ gì.
Ông có một cuộc sống hôn nhân không hạnh phúc, bà Phạm Thị Nhung, vợ ông, sống phụ thuộc tài chính vào chồng và gây ra những khoản nợ lớn do cờ bạc để ông phải dùng số tiền dành dụm bao năm làm việc để chi trả. Năm 2014, 2 người đột ngột chia tay nhau trong sự tiếc nuối của nhiều người dân ở quê hương ông. Sau khi ly dị một thời gian, ông vẫn chu cấp tiền cho vợ và người con trai thứ hai đang cai nghiện. Ông không có ý định lấy vợ thứ hai.
Ông có 3 người con trai, người con đầu mất đột ngột do tai nạn giao thông, con trai thứ hai nghiện ma túy phải gửi đi cai nghiện. Sau này ông sống với người con trai út tên Lê Phạm Hoàng Ân tại một căn hộ nhỏ ở quận Tân Phú, ông tính giao căn hộ này lại cho con trai út. Ngoài ra, ông còn có một cô con gái nuôi tên là Lê Khả Hân. Ông từng dự định sẽ dành dụm tiền, mua một mảnh đất ở ngoại ô, cất một căn nhà nhỏ. Hàng ngày ông trồng rau, trồng hoa và viết kịch bản kiếm sống khi không còn sức khỏe để đi diễn.

## Qua đời
Đầu tháng 4 năm 2018, ông mắc bệnh ung thư phổi, liệt nửa người với 2 chân sưng phù do di căn và phải nằm ở hành lang bệnh viện.
Ông qua đời vào sáng ngày 1 tháng 5 năm 2019 khi đang điều trị tại bệnh viện Quân y 175, Thành phố Hồ Chí Minh vì nguyên nhân do ung thư phổi - căn bệnh mà ông thường xuyên tới điều trị từ năm trước. Chị Khả Hân – con gái nuôi của cố nghệ sĩ – cho biết: "Cha tôi mất nhẹ nhàng. Trước khi mất, ông đã căn dặn tôi nhiều điều về việc hậu sự của ông, cũng như những tâm nguyện của ông".

## Danh sách phim tham gia
| Năm  | Tên phim                                      | Vai                                       | Kênh / Định dạng | Ghi chú                                                |
| ---- | --------------------------------------------- | ----------------------------------------- | ---------------- | ------------------------------------------------------ |
| ?    | Đèn không hắt bóng                            |                                           | Kịch nói         |                                                        |
| ?    | Bến mê                                        |                                           |                  |                                                        |
| ?    | Ra khơi                                       |                                           |                  |                                                        |
| 1984 | Đường suối cạn                                | A Xênh                                    |                  |                                                        |
| 1989 | Dòng sông không quên                          |                                           |                  |                                                        |
| 1992 | Vĩnh biệt mùa hè                              | thầy Ân                                   |                  |                                                        |
| 1993 | Cổ tích Việt Nam: Cậu bé thông minh           | cha cậu bé thông minh                     |                  |                                                        |
| 1994 | Cổ tích Việt Nam: Mụ yêu tinh và bầy trẻ      | mụ yêu tinh                               |                  |                                                        |
| 1994 | Cổ tích Việt Nam: Phượng hoàng đất            | ông lão                                   |                  |                                                        |
| 1994 | Cổ tích Việt Nam: Đúc người                   | người thợ đúc                             |                  |                                                        |
| 1995 | Cổ tích Việt Nam: Vua heo                     | nhà sư                                    |                  |                                                        |
| 1995 | Cổ tích Việt Nam: Sự tích cây chổi            | lão chăn ngựa                             |                  |                                                        |
| 1996 | Người đẹp Tây Đô                              |                                           | HTV7             |                                                        |
| 1996 | Ai xuôi vạn lý                                | Trưởng tàu                                |                  |                                                        |
| 1996 | Cổ tích Việt Nam: Dã Tràng                    | Dã Tràng                                  |                  |                                                        |
| 1997 | Đất phương Nam                                | Tư Tại                                    | HTV9             |                                                        |
| 1997 | Cổ tích Việt Nam: Thạch Sanh Lý Thông         | đại bàng                                  |                  |                                                        |
| 1998 | Đợi tàu                                       | ông Lộ                                    | HTV7             |                                                        |
| 1998 | Cha con ông Mắt Mèo                           | Ông Mắt Mèo                               | Điện ảnh         |                                                        |
| 1998 | Cổ tích Việt Nam: Hai cô gái và cục bướu      | cha Lành                                  |                  |                                                        |
| 1998 | Cầu thang tối                                 | Đoàn                                      | Phim video       |                                                        |
| 1998 | Đất khách                                     |                                           | HTV7             |                                                        |
| 1999 | Cổ tích Việt Nam: Nói dối như Cuội            | chú của Cuội                              |                  |                                                        |
| 2000 | 5 W trong 1                                   | Sáu Miên                                  | HTV7             |                                                        |
| 2000 | Ba người đàn ông                              |                                           |                  |                                                        |
| 2000 | Cổ tích Việt Nam: Cường bạo đại vương         | táo quân                                  |                  |                                                        |
| 2001 | Ở trọ trong nhà mình                          | hoạ sĩ Khoa                               | HTV7             |                                                        |
| 2001 | Cổ tích Việt Nam: Của thiên trả địa           | ông già                                   |                  |                                                        |
| 2002 | Blouse trắng                                  | kỹ sư Thắng                               | HTV7             |                                                        |
| 2002 | Cổ tích Việt Nam: Tam và Tứ                   | quỷ cha                                   |                  |                                                        |
| 2002 | Người đàn bà không hóa đá                     | Người đưa thư                             | Điện ảnh         |                                                        |
| 2003 | Hải âu                                        | Hiệp                                      | HTV7             |                                                        |
| 2003 | Cổ tích Việt Nam: Người học trò và ba con quỷ | ngư ông                                   |                  |                                                        |
| 2004 | Cổ tích Việt Nam: Chưa đỗ ông Nghè...         | ông Từ                                    |                  |                                                        |
| 2005 | Một cơn mê                                    | ông Năm                                   | HTV7             |                                                        |
| 2005 | Bến phà                                       |                                           | HTV7             |                                                        |
| 2005 | Cổ tích Việt Nam: Hồn Trương Ba da hàng thịt  | Đế Thích                                  |                  |                                                        |
| 2006 | Anh chỉ có mình em                            | trưởng làng dân tộc Ba Na (cha Y Dam Bri) | HTV7             |                                                        |
| 2006 | Dưới cờ đại nghĩa                             | giáo hữu Non                              | HTV7             |                                                        |
| 2007 | Suối oan hồn                                  |                                           |                  |                                                        |
| 2007 | Trai nhảy                                     | người già cà phê                          | Điện Ảnh         |                                                        |
| 2008 | Kiều nữ và đại gia                            | Lê Hào                                    | HTV9             |                                                        |
| 2008 | Thám tử tư                                    | ông Học                                   | HTV9             |                                                        |
| 2008 | Nụ hôn thần chết                              | lao công dọn rác                          | Điện Ảnh         |                                                        |
| 2008 | Cô gái xấu xí                                 | ông Đơn                                   | VTV3             |                                                        |
| 2009 | Giấc mơ cổ tích                               | ông Năm                                   | HTV7             |                                                        |
| 2009 | Áo cưới thiên đường                           | ông Hậu                                   | HTV9             |                                                        |
| 2010 | Vùng đất không yên tĩnh                       | ông Bảy Cô Đơn                            | HTV7             | HTV Awards 2010: Nam diễn viên phụ được yêu thích nhất |
| 2010 | Lối rẽ                                        | thầy giám thị                             | HTV7             |                                                        |
| 2010 | Tóc rối                                       | thầy Phước                                | HTV7             |                                                        |
| 2011 | Vịt kêu đồng                                  | Năm Na                                    | HTV9             | HTV Awards 2011: Nam diễn viên phụ được yêu thích nhất |
| 2011 | Sai lầm                                       | ông Năm                                   | SCTV14           |                                                        |
| 2011 | Người mẫu                                     |                                           | VTV3             |                                                        |
| 2011 | Nợ đa tình                                    | ông Năng                                  | HTV7             |                                                        |
| 2011 | Truy tìm kho báu                              |                                           | HTV7             |                                                        |
| 2012 | Xuân tình                                     | ông Mười Lượng                            | VTV9             | Đảm nhận luôn vai trò tác giả                          |
| 2012 | Đồng quê                                      | thầy Cao Đệ                               | HTV9             |                                                        |
| 2012 | Khi yêu đừng nói chia tay                     | ông Vĩnh                                  | VTV9             |                                                        |
| 2012 | Cô gái kiêu kỳ                                | ông Thành                                 | VTV9             |                                                        |
| 2013 | Thế giới cổ tích: Nợ như Chúa Chổm            | ông Từ                                    |                  |                                                        |
| 2013 | Thế giới cổ tích: Phân xử tài tình            | nhà sư                                    |                  |                                                        |
| 2013 | Thời gian để yêu                              | ông Ẩn                                    | HTV7             |                                                        |
| 2013 | Hương bưởi                                    | ông Năm Võ                                | THVL1            |                                                        |
| 2013 | Tiền chùa                                     | thầy bói Sáng                             | Điện Ảnh         |                                                        |
| 2014 | Câu chuyện tình đời                           | ông Năm                                   | VTV9             |                                                        |
| 2014 | Dòng sông thương nhớ                          | ông ngoại Nghĩa Hiệp                      | HTV9             |                                                        |
| 2014 | Đam mê nghiệt ngã                             | ông Tín                                   | VTV3             |                                                        |
| 2014 | Socola hay hoa hồng                           |                                           | SCTV14           |                                                        |
| 2014 | Bước khẽ đến hạnh phúc                        | Ông Chủ Tịch Xã                           | Điện Ảnh         |                                                        |
| 2015 | Sức nặng tình thâm                            | ông Lượm                                  | HTV9             |                                                        |
| 2015 | Nhịp sinh tử                                  | Tư Quế                                    | SCTV14           |                                                        |
| 2015 | Chuyện tình bà nội trợ                        | ông Tân                                   | HTV9             |                                                        |
| 2015 | Ma dai                                        | Võ gia cư                                 | Điện Ảnh         |                                                        |
| 2015 | Tôi thấy hoa vàng trên cỏ xanh                | ông Năm                                   | Điện Ảnh         |                                                        |
| 2015 | Thề không gục ngã                             | ông Thân                                  | HTV7             |                                                        |
| 2015 | Nắng sớm mưa chiều                            | ông Ba Lầu                                | VTV9             |                                                        |
| 2016 | Bí ẩn song sinh                               |                                           | Điện Ảnh         |                                                        |
| 2017 | Một đời giông tố                              | ông Hai                                   | THVL1            |                                                        |
| 2017 | Gia đình vui nhộn                             | ông Tám                                   | VTV3             |                                                        |
| 2017 | Xóm trọ vui nhộn                              |                                           | HTV7             |                                                        |
| 2017 | Có căn nhà nằm nghe nắng mưa                  | ông Phát                                  | Điện Ảnh         |                                                        |
| 2017 | Chơi thì chịu                                 | ông Bốn                                   | Điện Ảnh         |                                                        |
| 2017 | Em ơi anh đây mà                              |                                           | SCTV14           |                                                        |
| 2018 | Nhà voi còi cuối phố                          | ông Nội                                   | VTV6             |                                                        |
| 2018 | Tơ duyên                                      | ông Năm                                   | VTV9             |                                                        |
| 2018 | Mỹ nhân Sài thành                             | Lý Tắc                                    | VTV1             |                                                        |
| 2018 | Kẻ ngược dòng                                 |                                           | VTV9             |                                                        |
| 2018 | 798Mười                                       | Bành Sư Phụ                               | Điện Ảnh         |                                                        |
| 2018 | Rồng rắn lên mây: Của Thiên trả Địa           | ông lão lái đò                            |                  | quay trước khi mất                                     |
| 2018 | Rồng rắn lên mây: Hoa cúc chi                 | thần rừng                                 |                  | quay trước khi mất                                     |
| 2018 | Rồng rắn lên mây: Hoa râm bụt                 | ông say rượu                              |                  | quay trước khi mất                                     |
| 2019 | Hai phượng                                    | ba của Hai Phượng                         | Điện Ảnh         | quay trước khi mất                                     |
| 2019 | Táo quậy                                      | ông táo nhà hàng Đại Dương                | Điện Ảnh         | quay trước khi mất                                     |
| 2021 | Những phận đời trớ trêu                       | ông Còn                                   | VTVCab 10        | quay trước khi mất                                     |

Và rất nhiều các tác phẩm khác...

## Gameshow
| Năm  | Tên gameshow       | Vai trò            | Kênh | Ghi chú       |
| ---- | ------------------ | ------------------ | ---- | ------------- |
| 2010 | Vui khúc đồng giao | MC                 | HTV7 |               |
| 2011 | Đi tìm ẩn số       | Người chơi         | HTV7 |               |
| 2017 | Vì bạn xứng đáng   | Người chơi         | VTV3 |               |
| 2019 | Ký ức vui vẻ       | Khách mời đặc biệt | VTV3 | Mùa 1 - Tập 8 |

## Kịch
| Năm          | Tên kịch                                             | Vai          | Thể loại               |
| ------------ | ---------------------------------------------------- | ------------ | ---------------------- |
| Thập niên 90 | Sân khấu thiếu nhi: ăn coi nồi ngồi coi hướng        | ông Hai      | kịch truyền hình (HTV) |
| Thập niên 90 | Những bài học đáng nhớ: chú bé quét bồ hóng          | cha Serge    | kịch truyền hình (HTV) |
| Thập niên 90 | Trong nhà ngoài phố: Dzô! Dzô!                       | Hai Xích Lô  | kịch truyền hình (HTV) |
| Thập niên 90 | Trong nhà ngoài phố: Đổi đời                         | cậu Út       | kịch truyền hình (HTV) |
| Thập niên 90 | Trong nhà ngoài phố: Tìm con cá lặn                  | Bình         | kịch truyền hình (HTV) |
| Thập niên 90 | Trong nhà ngoài phố: Ai tát biển Đông (kiêm tác giả) | ông Bảy Sách | kịch truyền hình (HTV) |

## Quảng cáo
1. Neptune (Tết 2016)
2. Vú phụ nữ Dương Phan Hương Liên

## Video ca nhạc
- Đội kèn tí hon - vai Gà Mên trong chương trình ca nhạc thiếu nhi Liên khúc tuổi thơ do Đội ca Nhà thiếu nhi TP HCM biểu diễn và hãng phim Phương Nam  thực hiện năm 1994.
- Tình cha (Ngọc Sơn)- vai Người Cha Rạng đông thực hiện
- Có ông bà, có ba má (Hồng Ngọc) - vai ông nội

## Giải thưởng
| Giải thưởng | Năm  | Hạng mục                              | Tác phẩm đề cử | Kết quả   | Nguồn |
| ----------- | ---- | ------------------------------------- | -------------- | --------- | ----- |
| HTV Awards  | 2011 | Nam diễn viên phụ được yêu thích nhất | Vịt kêu đồng   | Đoạt giải | [ 8 ] |